# جولیان لوشر
جولیان لوشر (انگلیسی: Julian Löschner؛ زادهٔ ۳۱ اوت ۱۹۹۶) بازیکن فوتبال اهل آلمان است.
از باشگاه‌هایی که در آن بازی کرده‌است می‌توان به باشگاه فوتبال گروتر فورث و باشگاه فوتبال کایزرسلاوترن اشاره کرد.